# Vũ Dương, Ninh Bình
Vũ Dương là một xã thuộc tỉnh Ninh Bình. Xã được hình thành từ việc sáp nhập bốn xã Yên Mỹ, Yên Bình, Yên Dương và Yên Ninh thuộc huyện Ý Yên, tỉnh Nam Định cũ, trong đợt Sáp nhập tỉnh, thành Việt Nam 2025.

## Tên gọi và lịch sử
Tên gọi "Vũ Dương" bắt nguồn từ tên gọi của xã Vũ Dương cũ thuộc tỉnh Nam Định trước đây, gồm 3 tổng Vũ Xá, Vũ Xuyên và Mỹ Dương. Xã Vũ Dương trước đây là một trong những địa bàn phòng thủ trọng điểm của quân đội và nhân dân Nam Định trong cuộc chiến đấu với Pháp, với trên một nghìn người tham gia chiến đấu. Năm 2025, trong đợt sáp nhập tỉnh, thành Việt Nam, xã Vũ Dương đã được thành lập trên cơ sở 4 xã Yên Mỹ, Yên Bình, Yên Dương và Yên Ninh thuộc huyện Ý Yên, tỉnh Nam Định cũ, và thuộc vào địa bàn tỉnh Ninh Bình sau sáp nhập.
Phía Bắc giáp các xã Tân Minh, Minh Tân, phía Tây giáp xã Ý Yên, phía Nam giáp xã Vạn Thắng, phía Đông giáp xã Vụ Bản và xã Liên Minh. Trên xã có tuyến Quốc lộ 10 chạy qua. Xã Vũ Dương có làng nghề gỗ mỹ nghệ La Xuyên, có nguồn gốc từ thời Đinh, đóng trên địa bàn xã Yên Ninh huyện Ý Yên cũ.
Xã Vũ Dương	có diện tích: 30,59	km², dân số: 39.429	người, mật độ dân số: 1289 người/km². 	
Đây là đơn vị có diện tích xếp thứ:	38, số dân xếp thứ: 25	và mật độ dân số xếp thứ: 57 trong số 129 xã, phường ở Ninh Bình.  
Xã này nằm trên Quốc lộ 10, 37B, 38B.